# Anton Orioli
Antonio Francesco Orioli O.F.M.Conv. (Bagnacavallo, 10 de dezembro de 1778 - Roma, 20 de fevereiro de 1852) foi um cardeal da Igreja Católica Romana.

## Biografia
Orioli entrou para a Ordem dos Frades Menores Conventuais (um ramo dos franciscanos). Ele professou em 6 de maio de 1793 no convento de Bolonha. Ele foi educado nas faculdades franciscanas de Bolonha e Parma, e no Colégio São Boaventura em Roma. Em 1804 ele recebeu um doutorado em artes e teologia .
De 1807 a 1809, Orioli foi professor de teologia no St. Bonaventure College, em Roma. Ele se mudou para a França em 1809, retornando para a Itália em 1812. Aqui ele se tornou professor no St. Bonaventure College em 1817.
Foi também definidor geral de sua ordem e consultor do SC do Index. Ele era um examinador do clero romano para a promoção de cátedras acadêmicas. Em 4 de setembro de 1832, ele se tornou vigário geral de sua ordem .
Em 15 de abril de 1833, Orioli foi eleito bispo de Orvieto , sendo consagrado pelo cardeal Giacinto Placido Zurla em 1º de maio daquele ano. Ele serviu na basílica de Ss. XII Apostoli em Roma. O cardeal Zurla foi auxiliado por Giovanni Soglia, arcebispo titular de Efeso, e por Alessandro Bernetti, bispo de Recanati .
Ele foi feito cardeal em fevereiro de 1838 pelo papa Gregório XVI. Ele recebeu o chapéu vermelho e o título de S. Maria sopra Minerva em 15 de fevereiro de 1838. Em dezembro de 1841, ele renunciou ao governo pastoral da diocese. Ele participou do conclave de 1846 para eleger o Papa Pio IX. Orioli tornou-se prefeito do SC dos Bispos e Regulares em 2 de maio de 1847. De 5 de maio a 4 de junho de 1848, serviu como Secretário de Estado interino.
Ele optou pelo título de Ss. XII Apostoli em 30 de setembro de 1850.
Orioli morreu em Roma. Ele foi exposto e enterrado na igreja de Ss. XII Apostoli. O papa Pio IX participou de seu funeral.

## Link Externo
- Florida International University